# Apollo 440

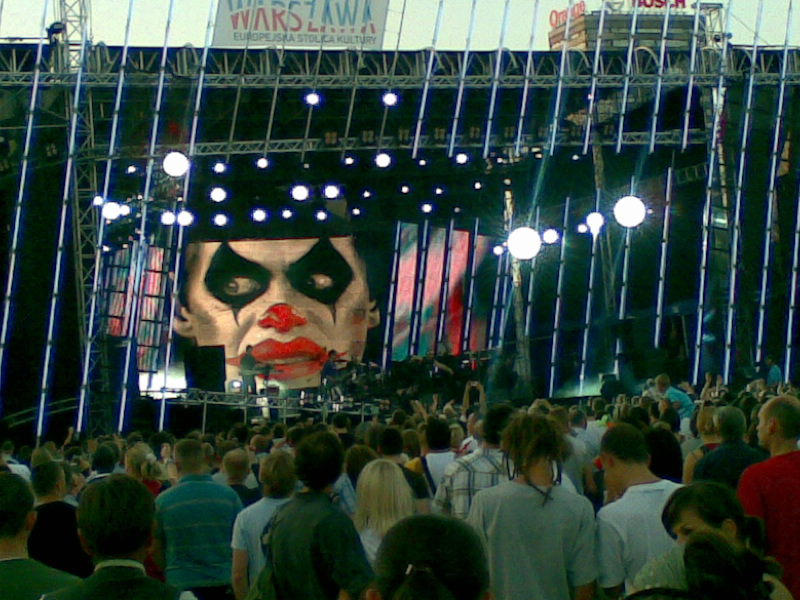
Stage, Orange Warsaw Festival 2008.

Apollo 440 (även skrivet Apollo Four Forty) är en brittisk musikgrupp bildad 1990 i Liverpool, England, av bröderna Trevor och Howard Gray tillsammans med Noko. Alla tre medlemmar bidrar med sång och musik, till största del datorbaserad. Med sin blandning av rock, techno och ambient har de haft framgångar på såväl poplistor som på dansgolv.
Apollo 440 gav ut sitt debutalbum Millennium Fever på gruppens eget skivbolag Stealth Sonic Recordings 1994, efter att ha flyttat från Liverpool till London. Fram till dess att singeln "Liquid Cool" gavs ut 1994 var bandet mest känt i Storbritannien och där som remixare, och det var först med singlarna "Krupa" (1996) och framför allt "Ain’t Talkin’ ’Bout Dub" (1997) som gruppen nådde internationell framgång.
1996 bytte gruppen stavningen av sitt namn på skivomslag, från Apollo 440 till Apollo Four Forty; i de flesta övriga sammanhang stavas namnet dock fortfarande på det ursprungliga viset. De verkar numera i Islington i London, där deras studio Apollo Control ligger.

## Diskografi
Album
- Millennium Fever (1994)
- Electro Glide in Blue (1997)
- Gettin’ High on Your Own Supply (1999)
- Dude Descending a Staircase (2003)
- The Future's What It Used to Be (2012)

Singlar/EP
- "Lolita" ( 1991)
- "Destiny" ( 1991)
- "Blackout" ( 1992)
- Rumble EP (1993))
- "Astral America" (1994)
- "Liquid Cool" (1994)
- "(Don't Fear) The Reaper" (1995)
- "Krupa" (1996)
- "Ain’t Talkin’ ’Bout Dub" (1997)
- "Raw Power" (1997)
- "Carrera Rapida" (1997)
- "Rendez-Vous 98" (1998) (med Jean Michel Jarre)
- "Lost In Space" (1998)
- "Stop The Rock" (1999)
- "Heart Go Boom" (1999)
- "Cold Rock The Mic" / "Crazee Horse" (2000) (promo)
- "Charlie’s Angels 2000" (2000)
- "Say What?" (2001) (med 28 Days)
- "Dude Descending A Staircase" (2003) (med The Beatnuts)

Soundtrack
Apollo 440s musik är ofta inkluderad på soundtrack till filmer och datorspel. Följande är soundtrack där Apollo 440 är den främsta bidragaren:
- Rapid Racer (1997; PlayStation-cd)
- FIFA 2000 (1999)
- Anti-Grav (2004; PlayStation 2-dvd)